# Tire Pressure Monitoring System
Tire Pressure Monitoring System (TPMS) är ett system som ger bilförare information om lufttrycket i däcken under körning. Fr.o.m. november 2014 är systemet obligatoriskt i nya bilar inom EU. Det finns dock inget krav (i Sverige) på att bilägaren måste hålla systemet fungerande för att godkänd vid kontrollbesiktning. En utmaning för bilägare i länder där man byter mellan sommar- och vinterdäck är att det i många fall krävs en sensor i varje hjul på båda uppsättningarna däck, vilket gör däckinköpen dyrare. Dessutom kräver vissa bilmodeller att omprogrammering vid byte av hjul (även om många modeller kan hantera två uppsättningar däck i minnet så att man slipper programmera om vid varje byte). 
Syftet med systemet är att öka säkerheten genom att däcken alltid har rätt tryck och därmed inte slits lika snabbt. Däremot kan risken med denna typ av system vara att det blir dyrare att köpa nya däck och att en del bilägare därför väntar för länge med däckbytet. Högre kostnad för hjulskifte kan också göra att vissa väljer att köra med odubbade vinterdäck året runt, vilket ger sämre trafiksäkerhet både sommar och vinter. 